# نیسلاند (داکوتای جنوبی)
نیسلاند(به انگلیسی: Nisland) شهری در ایالت داکوتای جنوبی کشور ایالات متحده آمریکا است که جمعیت آن در سرشماری سال ۲۰۱۰ میلادی، ۲۳۲ نفر بوده‌است.